# نیکولای کارپول
نیکولای کارپول (انگلیسی: Nikolay Karpol) مربی والیبال اهل بلاروس و سرمربی سابق تیم‌های ملی والیبال زنان روسیه و بلاروس، مربی فعلی باشگاه یکاترینبورگ است.
کارپول یکی از موفق‌ترین مربی‌های والیبال زنان به شمار می‌رود. او در سال ۲۰۱۲ به تالار مشاهیر والیبال آمریکا راه یافت.
او تیم ملی روسیه را به مدال نقره المپیک ۲۰۰۴ رسانید.